# Austin (Teksas)
Austin je glavni grad američke savezne države Teksas. Ima 910.833 stanovnika, čime je četvrti po veličini u Teksasu (iza Houstona, San Antonija i Dallasa) i 11. u SAD-u.
Grad je sjedište okruga Travis, a nalazi se i na područjima okruga Williamson te Hays. Osnovan je 1839. te je dobio ime po Stephenu F. Austinu, teksaškom revolucionaru i političaru, "ocu Teksasa".
Austin se, prema nekim istraživanjima, smatra "najzelenijim" gradom u SAD-u, zbog velikog ima zelenih površina i parkova te izuzetnog napora gradskih vlasti u smanjenju zagađenja. Također je poznat kao "Svjetska prijestolnica glazbe uživo". U gradu se nalazi Teksaško sveučilište (University of Texas at Austin).

## Vanjske poveznice
- Službena stranica (engl.)
- Stranica Turističke zajednice (engl.)

### Ostali projekti
|  | Zajednički poslužitelj ima još gradiva o temi Austin, Teksas |